# Браян Девід Джозефсон
Браян Де́від Джо́зефсон (англ. Brian David Josephson; нар. 4 січня 1940, Кардіфф, Уельс, Велика Британія) — валлійський фізик, лауреат Нобелівської премії з фізики 1973 рік.

## Біографія
Народився в єврейській родині, в Кардіффі, Велика Британія. Закінчив у 1960 р. Триніті-коледж Кембриджського університету. У цьому ж коледжі Джозефсон отримав наукові ступені магістра і доктора філософії (1964). З 1962 — молодший науковий співробітник Коледжу. У 1967—1972 роках Джозефсон працював заступником директора з наукових досліджень в Кембриджі. У 1972—1974 — лектор Кембриджського університету, з 1974 — професор фізики Кембридзького університету.
З 1962 року Джозефсон вивчає властивості надпровідності. Будучи аспірантом, у двадцять два роки, теоретично пророчив явище проходження електронів через тонкий шар діелектрика, поміщений між двома надпровідними металами (стаціонарний ефект Джозефсона). Був відкритий експериментально в 1963. Він припустив також, що якщо до контакту докласти різниця потенціалів, то через нього піде осцилюючий струм з частотою, що залежить тільки від величини прикладеної напруги (нестаціонарний ефект Джозефсона). Обидва ефекти дуже чутливі до магнітному полю в області контакту. Відкриття ефектів Джозефсона справила значний вплив на сучасну фізику. Вони дозволили уточнити величину сталої Планка, сприяли створенню принципово нового квантового стандарту напруги, використовуваного нині в багатьох національних бюро стандартів. Вони сприяли також конструювання надчутливих датчиків магнітного поля (СКВІД), застосовуються для вимірювання магнітних полів живих організмів і виявлення об'єктів, прихованих під поверхнею. На основі ефектів Джозефсона були виготовлені чутливі детектори дуже слабких вимірювань напруги. У перспективі — застосування швидкодіючих комп'ютерних мереж з дуже низьким споживанням енергії, побудованих на базі ефекту Джозефсона.
У наступні роки Джозефсон продовжував займатися дослідженнями надпровідності та критичних явищ, що виникають у системах поблизу точок переходу, проявив інтерес до проблем розуму та інтелекту, займався медитацією і ментальною теорією.
Нині[коли?] є професором Кембриджського університету, де очолює проєкт з об'єднання матерії та розуму в області теорії конденсованих середовищ. Також він є членом Триніті-коледжу в Кембриджі.

## Нобелівська премія
Джозефсон отримав половину Нобелівської премії «за теоретичне передбачення властивостей струму, що проходить через тунельний бар'єр, зокрема явищ, загальновідомих нині під назвою ефектів Джозефсона». Один з наймолодших нобелівських лауреатів в історії. Другу половину премії отримали Лео Есакі і Айвар Джайєвер «за експериментальні відкриття тунельних явищ в напівпровідниках і надпровідниках».
Брайан Джозефсон удостоєний премії «За успіхи в науці» Американської дослідницької корпорації і медалі Г'юза від Лондонського королівського товариства. Джозефсон — член Лондонського королівського товариства і іноземний член американського Інституту інженерів з електротехніки та електроніки, Американської академії наук і мистецтв.
Джозефсон відомий також своєю вірою в існування паранормальних явищ. За його словами, гаслом вченого має бути «нікому не вір на слово» (nullius in verba), що означає, "Якщо всі вчені хором заперечують будь-яку ідею, це не слід вважати доказом того, що ідея абсурдна, скоріше варто ретельно вивчити всі причини такої думки і вирішити, наскільки ця думка обґрунтовано "..